# Оленин, Александр Алексеевич
Алекса́ндр Алексе́евич Оле́нин (1 [13] июня 1861, имение Истомино, Рязанская губерния — 15 февраля 1944, Москва) —  русский и советский композитор, пианист, Заслуженный деятель искусств РСФСР (1927).

## Биография
Его родители: отец — А. П. Оленин; мать — Варвара Александровна (1838—1894), дочь лицейского друга Пушкина А. П. Бакунина.
Александр Оленин родился в Рязанской губернии. Игре на фортепиано обучался в Риге под руководством Луи Пабста. Затем учился в Москве у П. Фихтман-Эрдмансдёрфер (фортепиано) и М. Эдмансдёрфера (теория музыки). В 1884—1889 годах жил в Петербурге, где брал уроки композиции у А. К. Лядова. Здесь он сблизился с Милием Балакиревым, с которым дружил всю жизнь, и общался с композиторами «Могучей кучки». Это общение вызвало у Оленина интерес к народной музыке; он собирал и записывал народные песни. В 1889 году Оленин был назначен земским начальником в селе Истомино.
Вместе со своей сестрой Марией Олениной-Д’Альгейм совершил ряд концертных поездок, где выступал в качестве аккомпаниатора и автора исполнявшихся произведений. Также принял активное участие в деятельности организованного сестрой «Дома песни». Позже получил премию от «Дома песни» за гармонизацию народных песен. С 1917 года выступал с хором, работал в музыкальных учреждениях, в 1922 году стал членом музыкально-этнографической комиссии ГИМНа в Москве. Скончался 15 февраля 1944 года. Похоронен в Москве, на Ваганьковском кладбище.

## Сочинения
Оперы
- «Кудеяр» (1915, единственная постановка — Оперный театр Зимина)
- «Альманзор» (не окончена)

Для оркестра
- Симфонические поэмы:
  - «Богатырский стан» (1920)
  - «Нечисть» (1928)
  - «Последние проводы» (1928)
- «Поле битвы» (Симфоническая картина, 1920)

Камерно-инструментальные ансамбли
- 2 сонаты для скрипки и фортепиано (1917, 1931)
- Сюиты для скрипки и фортепиано
- Фортепианные трио (1921, 1926, Русское, 1930)
- Струнные квартеты (1928, 1932)
- Луговые наигрыши для 2 гобоев, скрипки и фортепиано
- Фортепианный Русский квинтет (1933)

Для фортепиано
- Соната (1918)
- Концерт для фортепиано с оркестром (1930)
- Сюита

Романсы
Песни
Обработки народных песен
А. А. Оленин оставил серьёзное музыкальное наследие, в том числе в виде рукописей в количестве 96 единиц. Кроме чисто музыкальных — тетради с дневниковыми записями и размышлениями об искусстве вообще и музыке в частности остались автобиографические заметки (до 1942 года), рукописные воспоминания о М. А. Балакиреве, переписка с композиторами и исполнителями.